# Природно-математички факултет
Природно-математички факултет се бави природним и математичким наукама, што често обухвата биологију, хемију, географију, физику и друге, а у оквиру математике се често изчавају и информатичке науке.
У данашње време, на већини универзитета постоје факултети овог типа.